# Krzysztof Falk
Krzysztof Falk (ur. ok. 1520 w Annabergu, Miśnia, zm. po 10 stycznia 1572), literat pruski, kronikarz i poeta, nauczyciel.

## Życiorys
Pochodził z rodziny mieszczańskiej. Brak jest bliższych danych o rodzinie i młodości Falka, wiadomo jedynie, że w 1546 pracował jako nauczyciel rachunków i pisania w klasie niemieckiej w Gimnazjum Elbląskim. Już przed 1548 opuścił Elbląg, przebywał przez pewien czas w Królewcu (był nauczycielem rachunków w szkole w Knipawie), później w Gdańsku, gdzie zapoznał się ze znanym historykiem Stanisławem Bornbachem. Prowadził badania nad przeszłością Prus i Pomorza, odbywając szereg podróży, m.in. w 1560 przez kilkanaście dni zwiedzając Malbork i dokonując w tamtejszym zamku pomiarów grobowców i sarkofagów. U schyłku życia pracował jako urzędowy mierniczy w służbie biskupa warmińskiego Marcina Kromera. Swoje badania historyczne dokumentował w notatniku, prowadzonym regularnie w latach 1564-1572.
Falk był autorem kilku prac. W 1548 jego brat Hieronim przedstawił Radzie Miasta Elbląga rymowany utwór Lobspruch der Stadt Elbing (pełny tytuł w polskim przekładzie brzmi Pochwała miasta Elbląga wraz z opisaniem krajobrazu go otaczającego w roku 1548), złożony z 895 wersów. Dzieło to ma charakter relacji autora ze spaceru po Elblągu, opisu budowli, ulic i placów oraz najbliższej okolicy miasta. Hieronim Falk był prawdopodobnie współautorem Pochwały, a z pewnością autorem wstępu do pierwszej wersji, dedykowanej Radzie Miejskiej Elbląga, ale zdaniem Maxa Toeppena autorem zasadniczego zrębu utworu był Krzysztof Falk. Utwór pozostał początkowo w wersji rękopiśmiennej, ukazał się drukiem dopiero w 1565 po przeróbkach i z nową dedykacją, chociaż ponownie skierowaną do rajców elbląskich. 
Przez kilkanaście lat Falk pracował nad Kroniką pruską, wykorzystując dawniejsze kroniki i dzieła historyczne; praca ta nie doczekała się wydania, a rękopis był do XX wieku przechowywany w bibliotece Uphagenów w Gdańsku. Falkowi udało się natomiast wydać dwa podręczniki do nauki arytmetyki kupieckiej i metrologii (oba w Królewcu w 1552), mające charakter pionierski i cieszące się zainteresowaniem lokalnych kupców i żeglarzy: Książka rachunkowa obejmująca monetę, miary i wagi pruskie, wszelkie obliczenia kupieckie, w szczególności rachunki okrętowe i załadunkowe w całości i jasno opisane ku czci i na pożytek królewskiego miasta Gdańska oraz Pruska książka rachunkowa, całkiem pożyteczna, o kupiectwie, wadze i liczbie, jak gdy się kupuje według funtów okrętowych, cetnarów i łasztów, o chmielu, wosku, lnie, konopiach, cynie, ołowiu, soli, maśle, ile kosztuje kamień i funt targowy, razem z najważniejszymi jarmarkami, które są utrzymywane przez kupców w Prusach i poza nimi całkiem jasno opisane.